# 南京市金陵中学龙湖分校
南京市金陵中学龙湖分校是位于南京市六合区的小学和初级中学，由南京市金陵中学与六合区教育局合作创办，于2014年9月开始招生。学校占地约138亩，位于六合新城核心地区，龙池湖畔。小学六轨，初中十二轨。